# Razdonbal
Razdonbal (persiska: رز دنبل) är en ort i Iran.   Den ligger i provinsen Khorasan, i den östra delen av landet, 700 km öster om huvudstaden Teheran. Razdonbal ligger 1 653 meter över havet och antalet invånare är 447.
Terrängen runt Razdonbal är kuperad västerut, men österut är den platt. Runt Razdonbal är det glesbefolkat, med 10 invånare per kvadratkilometer. Närmaste större samhälle är Qā'en, 14,8 km öster om Razdonbal. Omgivningarna runt Razdonbal är i huvudsak ett öppet busklandskap.